# لیرجت ۳۵
لیرجت ۳۵ (به انگلیسی: Learjet 35) یک هواگرد ساختِ کارخانهٔ لیرجت در کشور ایالات متحده آمریکا است که در سال ۱۹۷۳-۱۹۹۴ ساخته شد. این هواگرد برای نخستین بار در ۲۲ اوت ۱۹۷۳ میلادی مورد استفاده قرار گرفت.